# باجاج دیسکاور
باجاج دیسکاور (به انگلیسی: Bajaj Discover) یک موتورسیکلت تک‌سیلندر هندی که توسط کمپانی باجاج آتو  تا مارس سال ۲۰۲۰ تولید می‌شد.

## مدل‌های تولید شده
- سری Discover

- - Discover 100 (توقف تولید)
  - Discover 110 (توقف تولید)
  - Discover 125 (توقف تولید)
  - Discover 135 (توقف تولید)
  - Discover 150 (توقف تولید)

## تاریخچه
اولین نسخه از دیسکاور در سال ۲۰۰۴ راه اندازی شد. حجم موتور ۱۲۵ سی سی بود. در سال ۲۰۰۷، نمونه ۱۳۵ سی سی نیز به بازار عرضه شد.
در سال ۲۰۱۹، باجاج به طراحی سنتی دیسکاور بازگشت و نسخه همان نسخه ۱۲۵ سی سی را به بازار عرضه کرد و دارای کیلومتر سنج آنالوگ بود. در نهایت خط تولید این موتور سیکلت تک سیلندر هندی در مارس ۲۰۲۰ متوقف شد.